# Риварола, Сирило Антонио
Сирило Антонио Риварола Акоста (исп. Cirilo Antonio Rivarola Acosta; 10 мая 1836 — 31 декабря 1878, Асунсьон) — парагвайский политический и государственный деятель, Президент Республики Парагвай.

## Биография
Сын Хуана Баутисты Риварола — героя борьбы за национальную независимость.
Перед войной против Тройственного альянса Риварола был противником диктатора Франсиско Солано Лопеса. Участник Парагвайской войны. 25 мая 1869 был взят в плен бразильцами..
В 1869 году после поражения Парагвая, когда боевые действия приняли форму партизанской войны в горах, Риварола примкнул к Парагвайскому легиону, поднял восстание против Солано Лопеса и стал главой временного народного правительства, управлявшего столицей государства. 15 августа 1869 был избран представителями парагвайской оппозиции президентом и членом временного триумвирата (вместе с Карлосом Лоисагой и Хосе Диасом де Бедоей), зависимого от союзнических держав.
В мае 1870 года Хосе Диас де Бедоя подал в отставку, а 31 августа 1870 года то же сделал и Карлос Лоисага. В этих условиях Национальная Ассамблея объявила о прекращении правления триумвирата и о введении поста президента республики. 37 голосами против 5 на пост президента был избран Факундо Мачаин. Однако президентство Мачаина продлилось лишь 12 часов. Уже 1 сентября 1870 года Сирило Антонио Риварола, опираясь на верные ему войска, совершил первый в истории Парагвая военный переворот, сверг Мачаина и заставил Национальную Ассамблею вновь признать себя главой государства. Он сохранял должность до 18 декабря 1871 года.
Провёл переговоры Парагвая со странами Альянса и подписал мирные договоры с ними.
Умер во время эпидемии жёлтой лихорадки.